# Eleccions federals australianes de 2025
Les eleccions federals australianes de 2025 se celebraren el 3 de maig de 2025 a la Austràlia per a elegir els diputats de la Cambra de Representants i el Senat d'Austràlia.

## Antecedents
A les eleccions federals australianes de 2022, Anthony Albanese va portar al Partit Laborista Australià a una victòria per majoria absoluta contra Scott Morrison, de la coalició Liberal-Nacional, fent història com el primer italoaustralià a esdevenir primer ministre. Albanese va convocar eleccions poc abans de ls finalització dels tres anys del seu mandat.

## Sistema electoral
La Comissió Electoral d'Austràlia determina, un any després del primer dia de sessió d'una nova Cambra de Representants, el nombre de membres a què té dret cada estat i territori. La determinació de la distribució es va fer el juliol de 2023 a partir de les xifres de població del desembre de 2022 i va donar lloc a la reducció d'un escó a Nova Gal·les del Sud a 46, la reducció d'un escó a Victòria a 38 i l'augment d'un escó a Austràlia Occidental a 16. El nombre total d'escons a la Cambra de Representants disminuiria de 151 a 150.
Els membres de la Cambra de Representants són elegits per vot a segon torn instantani, en què cada una de les 150 circumscripcions electorals elegeix un membre. Els senadors s'elegeixen per representació proporcional mitjançant vot únic transferible.

## Resultats
| 86,67% | ' |

| 86,67% | ' |

## Conseqüències
El líder de l'oposició Peter Dutton, del Partit Liberal d'Austràlia no va poder dissociar-se de la retòrica i les propostes en la línia de les de Donald Trump als Estats Units d'Amèrica i perdé el seu escó.